# جو سويدا
جو سويدا (باليابانية: 添田 豪) هو لاعب كرة مضرب محترف من اصول يابانية ولد في عام 1989 في 5 سبتمبر.

## مشاركات[2]

### مسابقات عالمية
1. بطولة كأس ديفينز - لعام : 2006، 2007، 2008، 2012، 2013، 2014، 2015
2. بطولة العالم للتنس للفرق - للرجال - لعام : 2012
3. بطولة كأس ديفينز - المجموعات التأهيلية - لعام : 2009، 2011، 2012، 2013، 2017

### أستراليا
1. بطولة أستراليا المفتوحة - للرجال - لعام : 2021، 2017، 2015، 2014، 2013، 2007
2. دوري: بطولة برني - تازمانيا - أستراليا - سلسلة التحدي للتنس - للرجال - لعام : 2019، 2017
3. بطولة بلايفورد - أستراليا - للرجال - لعام : 2019، 2018
4. بطولة ترارالجون - أستراليا - للرجال - لعام : 2014
5. بطولة ترارلجون 2 - أستراليا - للرجال - لعام : 2014
6. بطولة لاونسستون - أستراليا - للرجال - لعام : 2019، 2017
7. دوري: بطولة ملبورن - أستراليا - للرجال - لعام : 2009
8. بطولة كأس الاتحاد - أستراليا - لعام : 2020